# Schule Spreitenbach
Die Schule Spreitenbach liegt in Spreitenbach im Kanton Aargau und besteht aus den drei Bildungsgängen Kindergarten, Primarschule und Oberstufe. Dabei liegen diese an unterschiedlichen Standorten: Zwei Primarschulstandorte (Hasel & Seefeld) und die Schulanlage Zentrum mit der Oberstufe. Rund 1600 Kinder und Jugendliche werden in Spreitenbach von 240 Lehrpersonen unterrichtet. An den jeweiligen Orten sind mehrere Personen in der Schulleitung vertreten.

## Geschichte und Architektur
Die Primarschulanlage Seefeld wurde 1999 gebaut und ihr Gegenstück, das Schulhaus Hasel, im Jahre 1975. In den Jahren 2014 bis 2016 wurde die Schulanlage Hasel unter Kosten von bis zu 27 Millionen Franken umgebaut und erweitert von dem Architekten Hertig Noetzli. Von 12 Klassenzimmern wurde die Anzahl auf 23 Klassenzimmer erhöht. Grund für die Vergrösserung und Sanierung des Schulhauses war die wachsende Bevölkerungsrate in Spreitenbach. Die Sportanlage Seefeld wurde ebenfalls 1999 mit einer dreifach-Turnhalle ausgestattet und wird seither für grössere Sportanlässe genutzt. Die Oberstufenanlage Zentrum setzt sich aus acht Bauten zusammen. Die Schultypen sind durchmischt in der Anlage verteilt.
Das Schulhaus Boostock wurde 1956 erstellt und 1999 renoviert. die Anlage beinhaltet eine Doppelturnhalle, welche sich zusätzlich aus einer grossen Bühne und Hauswirtschaftsräumen zusammensetzt. Diese Einrichtungen sind der Grund, weshalb die Gemeindeversammlungen der Gemeinde Spreitenbach oft dort stattfinden. Neben dem Schulhaus Boostock besitzt auch das Schulhaus Haufländli (1970 erbaut) eine Doppelturnhalle, welche 1971 erstellt wurde. Sechs Jahre zuvor, 1965, wurde das Schulhaus Rebenägertli erbaut. In diesem Gebäude befinden sich unter anderem die Biologieräume. Der Zentraltrakt des campusartigen Bau dieser Oberstufenanlage bildet das Schulhaus Zentrum. Es wurde 1970 gebaut und beinhaltet eine grosse Aula, wo der Musikunterricht stattfinden kann.

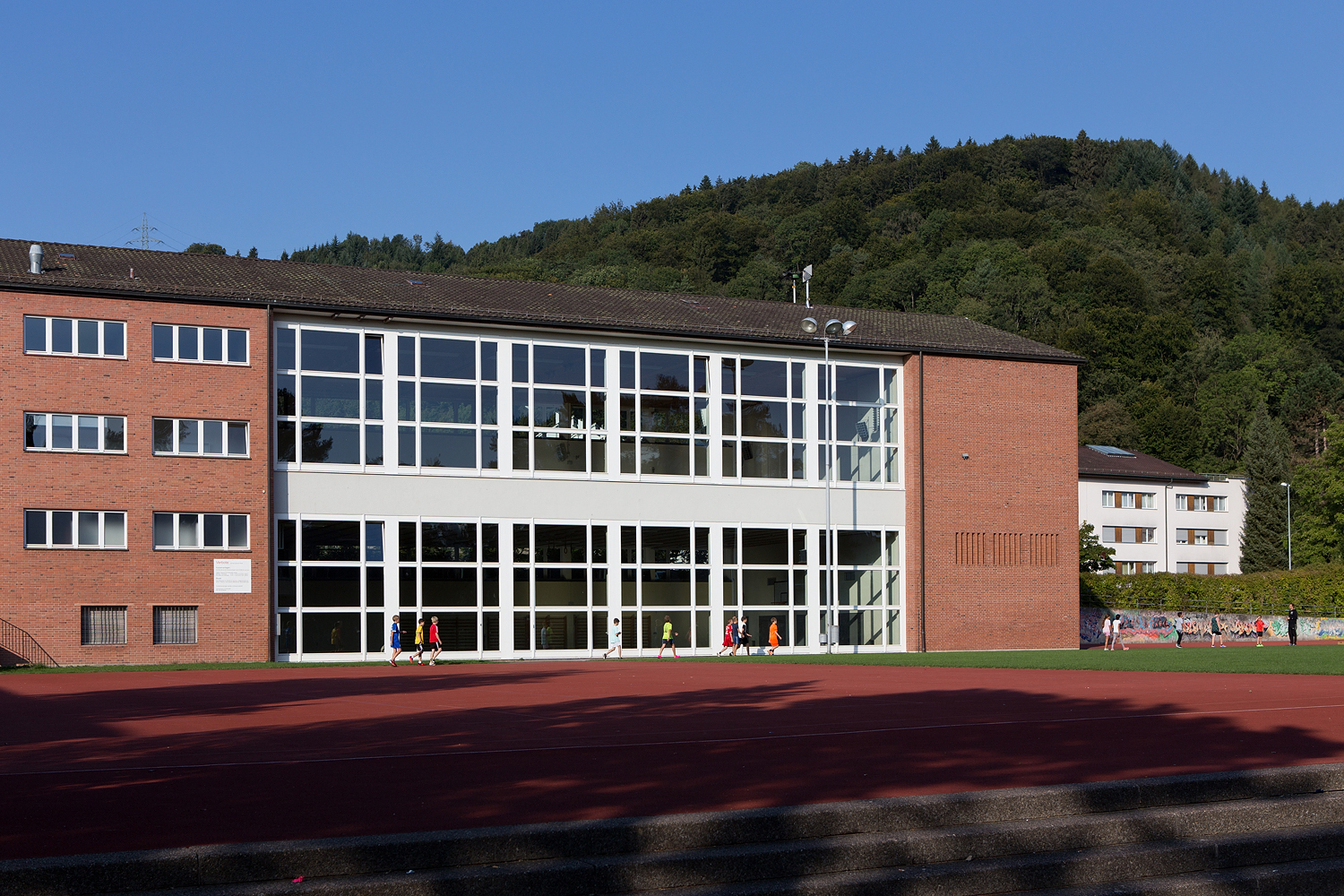
Turnhalle Boostock

## Interne Schulorganisation

### Schulleitung
Die Schulleitung besteht aus einem fünfköpfigen Team. Jede Person ist für ein anderes Sachgebiet zuständig.
Die Schulleitung des Schulareals Zentrum (Oberstufe) besteht aus zwei Schulleitern, die sich auf verschiedene Bildungsgänge konzentrieren. Roger Stiel übernimmt die Leitung der Bezirksschule und Sekundarschule. Die Weiterbildung der Schüler, Qualitätsmanagement und die Schulentwicklung stehen ebenfalls in seinem Aufgabenbereich. Hannes Schwarz kümmert sich hingegen hauptsächlich um die Realschule, jedoch hat auch er noch andere Aufgaben wie Infrastruktur,Schulverwaltung, Stundenplanung, Raumplanung, Schulreisen und Lager. Bettina Stade ist die Schulleiterin der Schule Hasel (Primarschule). Ihre Aufgaben bestehen unter anderem daraus, die Finanzen, das Therapiewesen und das Qualitätsmanagement zu leiten. Die Schulleitung Mitte/ Zentrum (Primarschule und Kindergarten) übernimmt Andrea Boller. Sie kümmert sich um die Öffentliche Arbeit. Ahmet Dag ist zuständig für die Leitung der Schule Seefeld (Primarschule) und für den Schwimmunterricht.

### Schulpflege
Die Schulpflege besteht aus fünf Mitgliedern, bei welcher jeder ein anderes Arbeitsabteil leitet. Doris Schmid ist die Präsidentin der Schulpflege. Ihre Aufgaben liegen im Bereich Koordination und Personalführung. Sie ist in allen Schulstandorten tätig und hat einen Überblick über alles. Vizepräsidentin ist Claudia Salomon, sie kümmert sich um die Öffentlichkeitsarbeit. Neben der Präsidentin und deren Vertreterin arbeiten drei weitere Personen in der Schulpflege.

### Schulsozialarbeit
Die Schulsozialarbeit der Schule gehören zur Jugendhilfe der Gemeinde von Spreitenbach. Sie hat an allen Schulstandorten eine Beratungsstelle, damit man mit einem Problem direkt zu ihnen gehen kann. Diese gilt als neutrale Anlaufstelle für Kinder, Jugendliche, Eltern und Lehrpersonen. Hier können Personen mit Problemen um Ratschläge und Besprechungen bitten. Die Schulsozialarbeit steht in direktem Kontakt zu den Lehrern, welche sie auch auf ihr eigenes Befinden zu einem Gespräch mit den betroffenen Schülern auffordern.

## Wahlfachangebote
- Werken, Textiles Werken, Möbelbau, Mode Design
- Kochen macht Spass
- Projekte und Recherchen
- Forschen
- Sportzusatz
- Oberstufen-Chor, Schüler-Band, Elektronische Musik
- Theater
- Autogenes Training
- Tastaturschreiben, Office Grundkurs, Informatik Fortgeschrittene
- Geometrisches Zeichnen
- Café der jungen Philosophen
- Français PLUS, English conversation, Italienisch, Latein (Bezirksschule)

Die Wahlfachangebote können von Jahr zu Jahr variieren. Dies ist der Stand für das Schuljahr 2019/2020 für die 2. und 3. Oberstufe.

## Projekte
Seit August 2017 beteiligt sich die Oberstufe der Schule Spreitenbach am nationalen Jugendprojekt Lift. Es handelt sich dabei um ein erfolgreiches Integrations- und Präventionsprogramm, mit dem sich Jugendliche ab der 7. Klasse fit für die Berufswelt machen. Sinn und Zweck dieses Projekt ist es, auch den sozial schwächeren Jugendlichen auf dem Arbeitsmarkt eine Chance zu geben und sie entsprechend zu fördern. Im Mittelpunkt dieses Projekts stehen regelmässige Kurzeinsätze, sogenannte «Wochenarbeitseinsätze», in Gewerbebetrieben der jeweiligen Region. Folgende Unternehmen stellen sich für die Schule Spreitenbach als Partner zur Verfügung, um Jugendlichen einen Einblick in das Berufsleben zu ermöglichen:
- Alters- und Pflegeheim Im Brühl
- Zweifel
- Senevita Lindenbaum
- Kindertagesstätte Chäferstube
- Hediger Textilpflege GmbH
- Gemeindebibliothek Spreitenbach

Neben diesem Jugendprojekt setzt sich die Schule Spreitenbach auch für die dritte Welt ein. Jedes Jahr findet ein Marsch für eine gerechtere Welt statt. Hierbei handelt es sich um eine 10–15 km lange Strecke, welche von ca. 600 Schülerinnen und Schülern gemeinsam ihren Lehrpersonen zurückgelegt wird. Bei dem Sponsorenlauf im Jahr 2018 sammelten die Kinder rund 13'000 Franken. Das Geld kommt zwei Projekten in Südamerika zugute.

## Was die Schule auszeichnet
Die Schule Spreitenbach versucht den Kindern und Jugendlichen von Anfang an Selbstverantwortung beizubringen, indem es viele Projekte gibt, die stufenübergreifend sind. Die Schüler haben Mitspracherecht und Mitgestaltungsmöglichkeiten in vielen Punkten. Sie pflegen ebenfalls keine Toleranz bei Gewaltvorfällen. Die Oberstufenklassen sind alle auf einem grossen Schulareal durchmischt. Für die Qualitätssicherung arbeiten die Lehrer der Schulen in Gruppen zusammen, sie geben sich gegenseitig Feedback zum Unterricht und planen zusammen den Unterricht.